# Bayerische Staatsbrauerei Weihenstephan

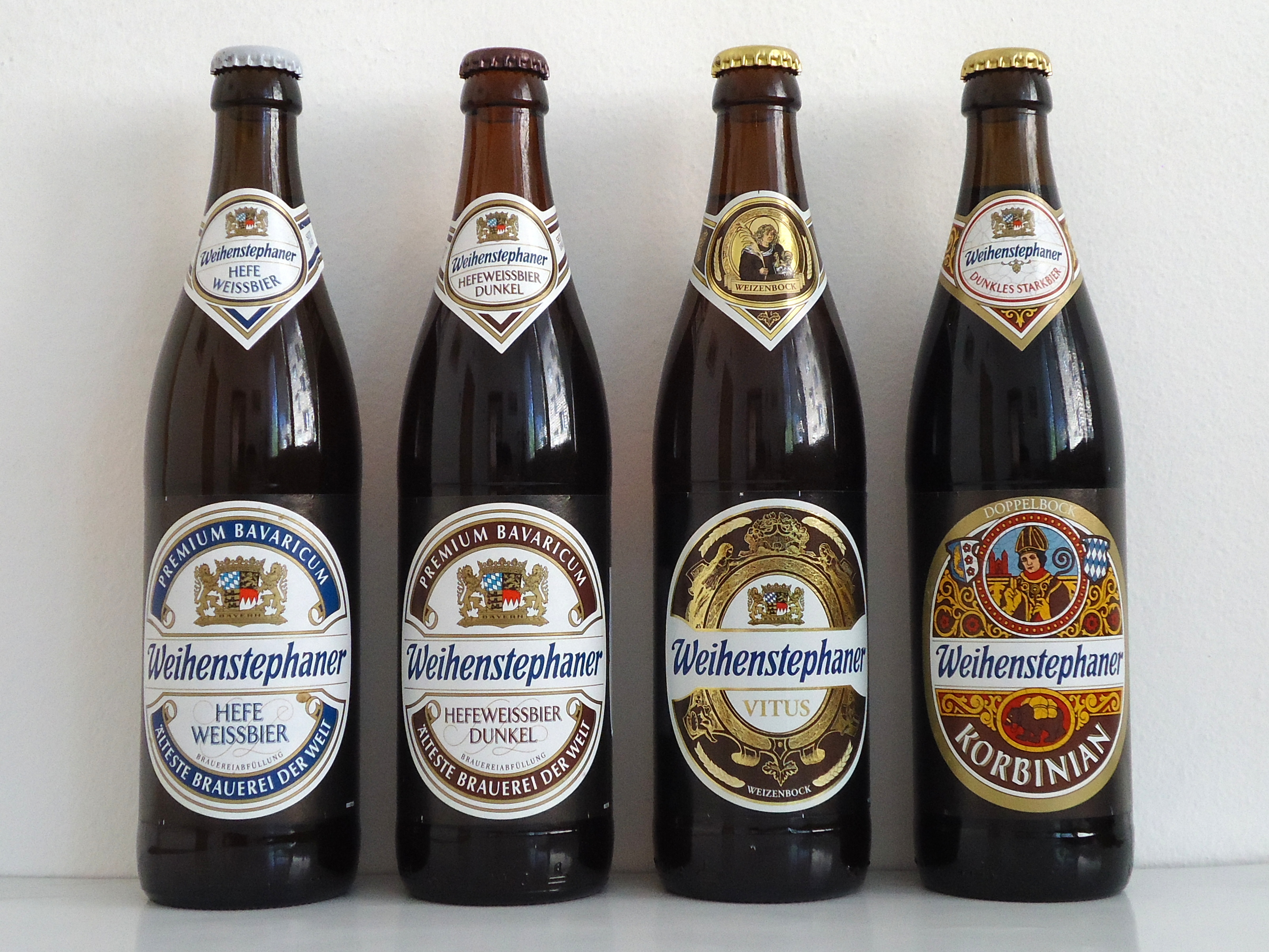
Familia de cervezas Weihenstephan.

La Bayerische Staatsbrauerei Weihenstephan es una cervecería ubicada en un barrio de la ciudad bávara de Frisinga denominado Weihenstephan. Según las diversas fuentes, existe un consenso histórico en otorgarla como la fábrica de cerveza más antigua del mundo (Älteste Klosterbrauerei der Welt), al menos, entre aquellas que siguen actualmente en funcionamiento.

## Historia

### Fundación
Hasta la década de 1950, la fábrica de cerveza describió su fecha de fundación oficial en el año 1146. En este momento, se encontró un documento que data del año 1040, en el cual se indica que el Obispo de Freising otorgó un derecho cervecero sobre la abadía para su autorización de fabricación y venta en la ciudad. No obstante, existen fuentes que datan de 768 como el inicio de la fabricación de esta cerveza por los indicios de la presencia de un jardín de lúpulo cerca, tras la fundación del monasterio en el año 725. La elaboración de cerveza era una práctica muy habitual de los monjes en los monasterios de la edad media.

### Cervecería del estado
En 1803, como parte de una ola más grande de secularización alemana, el monasterio de Weihenstephan se disolvió. El claustro pasó a ser propiedad del gobierno bávaro, donde se constituyó como Königlich Bayerische Staatsbrauerei Weihenstephan ("Real Cervecería Bávara Weihenstephan"). En 1921, la cervecería adoptó su nombre actual. Hoy, aunque es propiedad total del gobierno de Baviera, funciona como una empresa moderna en línea con las prácticas del sector privado. Los terrenos alrededor de la cervecería se desarrollaron en un campus de la Hochschule Weihenstephan-Triesdorf.